# Puerta de Alcalá

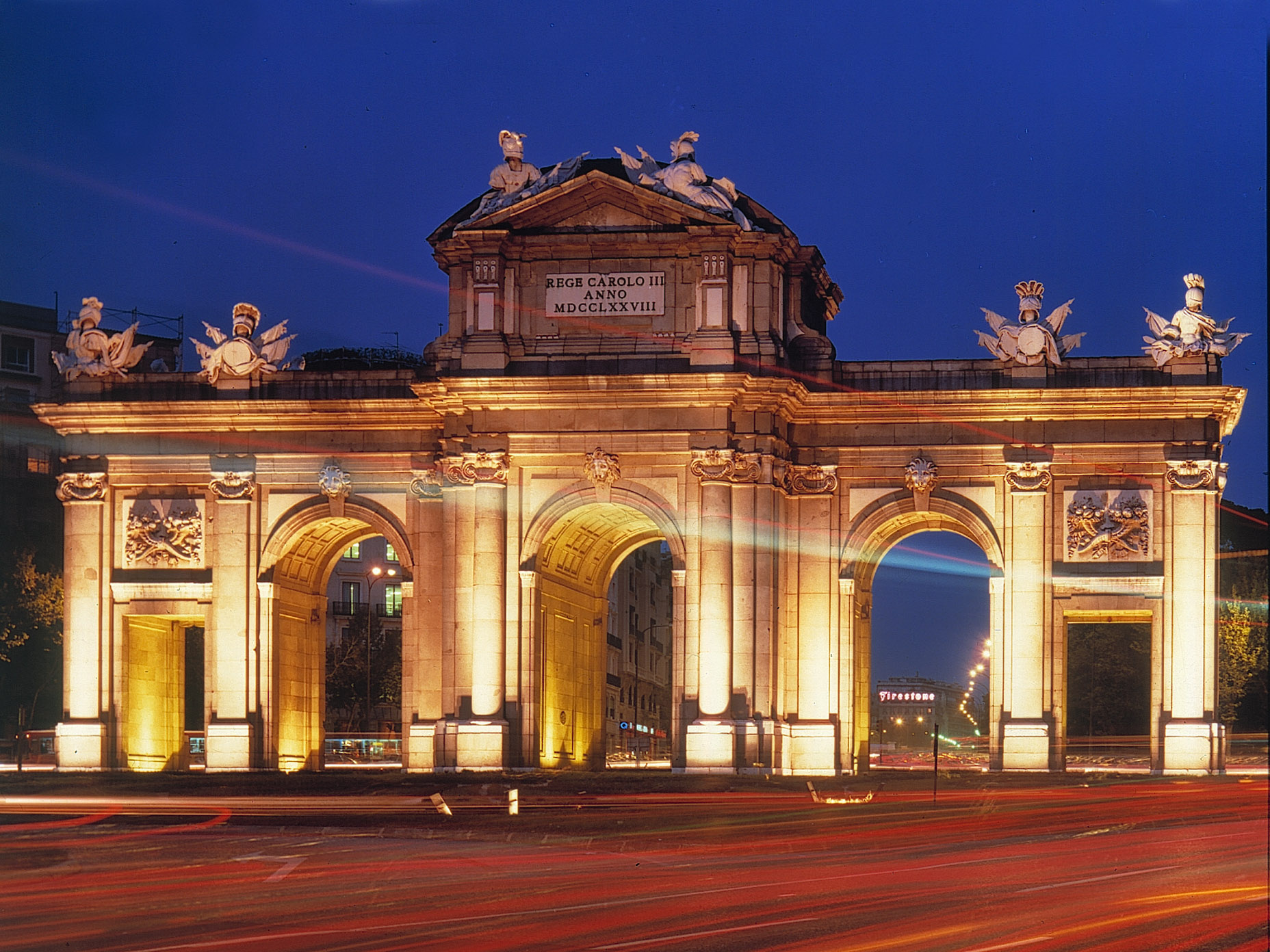
Brama Puerta de Alcalá

Puerta de Alcalá – klasycystyczny pomnik znajdujący się na Plaza de la Independencia (Plac Niepodległości), w stolicy Hiszpanii, w Madrycie. Nazwa tej bramy pochodzi od drogi, jaką należało niegdyś obrać, by dostać się do miejscowości Alcalá de Henares. Pomnik znajduje się w centrum miasta i zaledwie kilkanaście metrów od wejścia do Parku Retiro. Puerta de Alcalá była niegdyś wschodnią bramą miasta. Potężną budowlę z granitu stworzył Francesco Sabatini, architekt króla Karola III. Bramę wieńczą rzeźby z białego marmuru. Budowa pomnika została ukończona w 1778 roku. Składa się ona z pięciu przejść, trzy z nich z pełnym łukiem oraz dwa z płaskim łukiem. W najwyższej centralnej części jest płyta kamienna upamiętniająca rok budowy oraz króla, uwieńczona tarczą z herbem, przedstawiającym broń trzymaną przez Sławę i geniusza.